# کانر ویلکینسون
کانر ویلکینسون (انگلیسی: Conor Wilkinson؛ زادهٔ ۲۳ ژانویهٔ ۱۹۹۵) بازیکن فوتبال اهل جمهوری ایرلند است.
از باشگاه‌هایی که در آن بازی کرده‌است می‌توان به باشگاه فوتبال بارنزلی، باشگاه فوتبال تورکی یونایتد، باشگاه فوتبال اولدهام اتلتیک، باشگاه فوتبال پورتسموث، باشگاه فوتبال نیوپورت کانتی، باشگاه فوتبال چستر، و باشگاه فوتبال بولتون واندررز اشاره کرد.